# أولاد ميمون (أم عزة)
أولاد ميمون هي إحدى مشيخات المملكة المغربية، تتبع جغرافيا لعمالة الصخيرات تمارة وإداريًا لأم عزة. يقدر عدد سكانها بـ 1931 نسمة حسب الإحصاء الرسمي للسكان والسكنى لسنة 2004.